# マリアの宣教者フランシスコ修道会

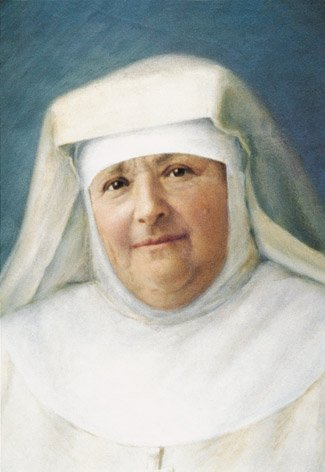
マリアの宣教者フランシスコ修道会創立者 マリー・ド・ラ・パシオン

マリアの宣教者フランシスコ修道会（マリアのせんきょうしゃフランシスコしゅうどうかい、英語: Franciscan Missionaries of Mary、略称: F.M.M.）は、ローマに本部を置くカトリックの修道会で1877年にマリー・ド・ラ・パシオンによってマリアの宣教会が創立。教皇ピウス9世により承認。1885年には正式にマリアの宣教者フランシスコ修道会となる。
1900年には義和団事件で7人が殉教し、中国百二十聖人として列聖されている。

## 設立
「マリー・レパラトリス会（マリアの贖罪会）」の修練者であったマリー・ド・ラ・パシオンが1865年に宣教者としてインドに派遣された。その後、マリーは宣誓をして正規の修道女となった後に、しばらくしてインドの管区長に任命された。しかし様々な誤解や困難によりマリーは同修道会を離れることとなった。
1876年に18人の仲間とともにインドを去りローマに向かい、ローマで「マリアの宣教会」を創立し、教皇ピオ9世により同年1月6日創立が承認された。1882年に宣教会はフランシスコ会の一族となり、1885年に修道会の名称が正式に「マリアの宣教者フランシスコ修道会」となった。

## 列福・列聖者
- 1900年の清国における義和団事件で7人の修道女が殉教し、多数の清国の殉教者とともに修道女たち全員も列聖された（中国百二十聖人）。
- 創立者のマリー・ド・ラ・パシオンは1904年に死去し、2002年に列福された。
- 清国に派遣された修道女マリア・アスンタ（英語版）は派遣後1年の1905年に病死した。その死の直前から良い香り漂うなど超自然現象が起こり、1954年に列福された[1]。

## 日本国内での活動
1898年（明治31年）10月、熊本県熊本市西区の私設ハンセン病療養所「待労院」および同一敷地内に開業した「慈恵診療所」の設立に、当修道会の修道女5人が関わっていた。なお慈恵診療所はのちに慈恵病院に発展し「こうのとりのゆりかご」を設置したことで知られている。

その後、医療・福祉事業は社会福祉法人聖母会に発展する。
教育事業として、学校法人天使学園・天使大学を経営している。。なお、以前に経営していた学校法人聖母学園・聖母大学は、本母体である学校法人聖母学園が、学校法人上智学院に2011年4月1日付で吸収合併された。そのため、聖母大学の経営は学校法人上智学院に移行している。学校法人上智学院は、聖母大学の学生がすべて卒業した2014年に聖母大学を廃止したが、その敷地・施設を受け継ぐ形で上智大学の総合人間科学部看護学科および大学院総合人間科学研究科看護専攻が開設されている。

## 修道会が設置する組織・施設
- 社会福祉法人聖母会
  - 聖母病院（東京都新宿区中落合）
  - 聖母の園（神奈川県横浜市戸塚区原宿）
- 学校法人天使学園
  - 天使大学

## 創立に関わった組織・施設
- 待労院（現在の熊本県熊本市西区）
- 慈恵病院（熊本県熊本市西区）
- 学校法人宇都宮海星学園
  - 星の杜中学校・高等学校
- 学校法人海星女子学院
  - 神戸海星女子学院大学
  - 神戸海星女子学院中学校・高等学校
  - 神戸海星女子学院小学校
  - 神戸海星女子学院マリア幼稚園
- 学校法人福岡海星女子学院
  - 福岡海星女子学院高等学校
  - 福岡海星女子学院附属小学校
  - 福岡海星女子学院附属マリア幼稚園
- 学校法人聖母学園
  - 聖母大学 - 現在は上智大学総合人間科学部看護学科・総合人間科学研究科看護専攻